# Lipiec 2010

## 31 lipca
- Tomasz Majewski zdobył srebrny medal w pchnięciu kulą podczas Mistrzostw Europy w Lekkoatletyce. (organizator)
- Marcin Lewandowski zdobył złoty medal mistrzostw Europy w biegu na 800m.(onet.pl)
- Adam Kszczot zdobył brązowy medal mistrzostw Europy w biegu na 800m.(onet.pl)

Przemysław Czerwiński zdobył brązowy medal mistrzostw Europy w skoku o tyczce.(onet.pl)

## 30 lipca
- Dowódca Jednostki Specjalnej GROM Płk. Dariusz Zawadka podał się do dymisji. (onet.pl)

## 29 lipca
- Diego Maradona w sobotę pożegna się ze stanowiskiem selekcjonera Argentyny[1]
- Rozpoczyna się budowa drugiej linii metra w Warszawie[2]

## 28 lipca
- 152 osoby zginęły w katastrofie lotniczej w Pakistanie.
- Naddniestrzańska Republika Mołdawska powołując się na wyrok Międzynarodowego Trybunału Sprawiedliwości w sprawie Kosowa wystąpiła z apelem do społeczności międzynarodowej o uznanie jej niepodległości. (rp.pl)
- W Katalonii wprowadzono zakaz urządzania korridy. (rp.pl)
- Joanna Wiśniewska zdobyła brązowy medal Lekkoatletycznych Mistrzostw Europy w rzucie dyskiem.

## 27 lipca
- Ahmed M. Mahamoud Silanyo objął stanowisko prezydenta Somalilandu, nieuznawanego państwa w Afryce. (Reuters)

## 26 lipca
- Islandia rozpoczęła negocjacje akcesyjne z Unią Europejską. (rp.pl)
- Komisja Europejska wszczęła dwa śledztwa przeciwko firmie IBM, podejrzewanej o nadużywanie dominującej pozycji na rynku serwerów. (wnp.pl)
- Rząd Białorusi wydał zgodę na powrót mieszkańców do miejscowości, które od 1986 r. znajdowały się w strefie zamkniętej po awarii elektrowni jądrowej w Czarnobylu. (wnp.pl)
- W Barcelonie rozpoczęły się 20. Mistrzostwa Europy w Lekkoatletyce. (eurosport.pl)
- W Chinach otwarto najdłuższe i najmocniejsze na świecie połączenie energetyczne Xiangjiaba-Szanghaj. (wnp.pl)

## 25 lipca
- Na WikiLeaks opublikowano 92 tysiące dokumentów o kulisach tajnych operacji wojsk amerykańskich jakie miały miejsce w Afganistanie w latach 2004–2010. (tokfm.pl)
- Alberto Contador wygrał wyścig kolarski Tour de France 2010. (Sport.pl)

## 24 lipca
- 21 osób zginęło, a 510 zostało rannych podczas wybuchu paniki na Love Parade w Duisburgu. (wp.pl)

## 23 lipca
- W Burundi odbyły się wybory parlamentarne, zakończone zwycięstwem partii rządzącej. (Reuters)
- Powstał brytyjsko-irlandzki zespół One Direction.

## 22 lipca
- Międzynarodowy Trybunał Sprawiedliwości uznał, że Kosowo nie złamało prawa międzynarodowego ogłaszając swoją niepodległość. (rp.pl)
- W Chińskiej Republice Ludowej uruchomiono pierwszy w tym kraju reaktor atomowy czwartej generacji. (wnp.pl)
- Wenezuela zerwała stosunki dyplomatyczne z Kolumbią. (BBC News)

## 21 lipca
- Irena Lipowicz złożyła w sejmie ślubowanie i objęła tym samym urząd Rzecznika Praw Obywatelskich. (platforma.org)
- Międzynarodowy Trybunał Karny dla byłej Jugosławii wznowił proces byłego premiera Kosowa i dowódcy UÇK, Ramusha Haradinaja. (icty.orhg)
- Rząd polski przyjął dokument zawierający wstępną listę priorytetów polskiego przewodnictwa w Unii Europejskiej. (wnp.pl)

## 19 lipca
- Dési Bouterse, były przywódca wojskowy Surinamu, został wybrany na urząd prezydenta tego kraju. (BBC News)

## 17 lipca
- Odbyła się inscenizacja bitwy pod Grunwaldem z okazji 600-lecia bitwy.

## 16 lipca
- Rozpoczęły się obchody 30-lecia Jarocin Festiwal – najpopularniejszego festiwalu lat 80.
- W wieku 81 lat zmarł prof. dr hab. Kazimierz Imieliński, nazywany ojcem polskiej seksuologii.[3]

## 12 lipca
- Zmarł ks. Henryk Jankowski, kapelan Solidarności, wieloletni proboszcz parafii św. Brygidy w Gdańsku. (onet.pl)
- Na Polach Grunwaldzkich rozpoczęły się Dni Grunwaldu 2010, które wpisały się w obchody 600-lecia bitwy pod Grunwaldem.

## 11 lipca
- Reprezentacja Hiszpanii po zwycięstwie z Holandią 1:0 (po dogrywce) wygrała Mistrzostwa Świata w Piłce Nożnej 2010 (www.zczuba.pl). Reprezentacja Niemiec została dzień wcześniej brązowym medalistą. (sport.onet.pl)
- W Japonii odbyły się wybory do Izby Radców. (BBC News)

## 9 lipca
- Rozpoczęła się Wikimania 2010 w Gdańsku – międzynarodowa konferencja społeczności Wikipedii i jej pokrewnych projektów.
- Rozpoczęła się 10-dniowa Parada równości Gay Pride 2010 w Warszawie.

## 8 lipca
- Iveta Radičová jako pierwsza kobieta objęła stanowisko premiera Słowacji. (BBC News)
- Grzegorz Schetyna został wybrany Marszałkiem Sejmu. Tym samym przejął obowiązki prezydenta Polski od Marszałka Senatu Bogdana Borusewicza, który pełnił je przejściowo po ustąpieniu ze stanowiska Marszałka Sejmu Bronisława Komorowskiego, który swoją rezygnację złożył na ręce Prezydium Sejmu tego samego dnia ok. 8.30. (onet.pl, rp.pl)
- Parlament Europejski zaakceptował amerykańsko-europejskie porozumienie o przekazywaniu danych bankowych w ramach walki z terroryzmem. (wnp.pl)
- W Grecji odbył się kolejny strajk generalny. (wnp.pl)
- We Włoszech rozpoczął się dwudniowy strajk generalny pracowników towarzystw kolejowych. (inforail.pl)

## 7 lipca
- Manuel Noriega został skazany we Francji na siedem lat więzienia za pranie pieniędzy karteli narkotykowych. (rp.pl)
- Powódź dotknęła zachodnią część Mołdawii (rp.pl)
- MTV Polska obchodziło dziesiątą rocznicę swojego założenia. (forsal.pl)
- Jan Dworak i Krzysztof Luft zostali powołani przez p.o. prezydenta Bronisława Komorowskiego do Krajowej Rady Radiofonii i Telewizji. (radiozet.pl)

## 6 lipca
- Weszła w życie unia celna pomiędzy Białorusią, Kazachstanem i Rosją[potrzebny przypis].
- Rząd Tajlandii przedłużył obowiązywanie stanu wyjątkowego w tym kraju. (rp.pl)
- Trybunał Federalny uznał, że badania genetyczne embrionów w Niemczech, powstałych w wyniku sztucznego zapłodnienia, nie są karalne. Uznał również za dopuszczalną selekcję ludzkich zarodków w czasie zapłodnienia in vitro. (rp.pl)
- Włochy dotknęła fala upałów. (rp.pl)
- Państwowa Komisja Wyborcza wręczyła Bronisławowi Komorowskiemu zaświadczenie o wyborze na urząd prezydenta.

## 5 lipca
- Izrael zniósł ograniczenia na wwóz dóbr konsumpcyjnych do Strefy Gazy. (PAP)
- Na szczycie Euroazjatyckiej Wspólnoty Gospodarczej w Astanie przedstawiciele: Białorusi, Kazachstanu i Rosji podpisali uroczyście trójstronne porozumienie o wejściu w życie wspólnego kodeksu celnego tych trzech państw. (rp.pl)

## 4 lipca
- Podczas wizyty Hillary Clinton w Azerbejdżanie, prezydent Ilham Alijew zwrócił się z prośbą do Stanów Zjednoczonych o pomoc w rozwiązaniu konfliktu azersko-ormiańskiego w Górskim Karabachu. (rp.pl)
- Zmarł wielki ajatollah Libanu, Mohammed Hussein Fadlallah. (rp.pl)
- Odbyła się druga tura wyborów prezydenckich – Bronisław Komorowski został wybrany Prezydentem RP.

## 3 lipca
- Białoruś ratyfikowała umowy i porozumienia dotyczące unii celnej z Rosją i Kazachstanem. (portalspozywczy.pl)
- Polska i Stany Zjednoczone Ameryki podpisały w Krakowie aneks do umowy w sprawie obrony przeciwrakietowej. (wiadomosci.gazeta.pl)
- Roza Otunbajewa została zaprzysiężona na prezydenta Kirgistanu. (rp.pl)
- Zmarł Mohammed Oudeh, organizator zamachu terrorystycznego podczas XX Igrzysk Olimpijskich w Monachium. (rp.pl)

## 2 lipca
- Komisja WTO odrzuciła 70% roszczeń Stanów Zjednoczonych wobec Unii Europejskiej dotyczących dotacji dla koncernu Airbus. (wnp.pl)

## 1 lipca
- Na Białorusi wszedł w życie dekret prezydencki dotyczący kontroli internetu. (wnp.pl)
- Huragan Alex dotarł do wybrzeży Stanów Zjednoczonych i Meksyku. (rp.pl)
- Weszła w życie unia celna pomiędzy Rosją i Kazachstanem. (forsal.pl)